# Lenni Viitala
Lenni Viitala (né le 8 novembre 1921 et mort le 24 février 1966) est un lutteur finlandais spécialiste de la lutte libre. Il participe aux Jeux olympiques d'été de 1948 et combat dans la catégorie des poids mouches en lutte libre. Il y remporte la médaille d'or.

## Palmarès

### Jeux olympiques
- Jeux olympiques de 1948 à Londres,  Royaume-Uni
  -  Médaille d'or.
- Championnats du monde 1947
  - Médaille de bronze en lutte gréco-romaine
- Championnats d'Europe 1946
  - Médaille d'or